# 스가맛
스가맛(말레이어: Segamat)은 말레이시아 조호르주 북부에 위치한 타운이자 지역이다. 서쪽으로는 느그리슴빌란 주, 북쪽으로는 파항 주와 경계를 맞대고 있다. 조호르 주의 주도인 조호르바루로부터 172km가량 떨어져 있다. 조호르바루부터 용펭까지 북남(北南)고속도로를 타고 95km를 경유해 올 수 있다. 연방고속도로 1번을 타고 77km를 경유해서 올 수도 있다.